# Anna Storåkers
Anna Maria Storåkers, född 22 mars 1974, är ett svensk affärskvinna. Storåkers uppdrag för ABN Ambro, Nordax Bank, Nordea Life och den börsnoterade konsultfirman eWork.
Storåkers senaste operativa uppdrag var som chef över banken Nordeas svenska verksamhet. Storåkers var innan Nordea på konsultföretaget McKinsey och investmentbanken Goldman Sachs.
Anna Storåkers är gift med företagaren Nicklas Storåkers.